# Подозерье (Киров)
 Подозерье — деревня в Кировской области. Входит в состав муниципального образования «Город Киров»

## География
Расположена на расстоянии примерно 8 км по прямой на северо-запад от железнодорожного вокзала Киров-Котласский.

## История
Известна с 1678 года как деревня Прокофьева с 3 дворами, в 1764 (Прокопьевская) 33 двора, в 1802 году (Прокофьевская) 8 дворов. В 1873 году здесь (Прокопьевская и Бодиловская 1-я  или Костины, Подозерье) дворов 16 и жителей 178, в 1905 (Прокопьевская или Подозерье) 25 и 203, в 1926 (Подозерье или Прокопьевская) 43 и 246, в 1950 93 и 294, в 1989 51 житель. Административно подчиняется Октябрьскому району города Киров.

## Население
Постоянное население составляло 44 человека (русские 100%) в 2002 году, 25 в 2010.